# Josep Maria Constantí Zamora
Josep Maria Constantí Zamora (Reus, 6 de desembre de 1899 - 1 d'abril de 1975) va ser un pintor i impressor català. Era fill de Blai Constantí Miquel, teixidor, i de Balbina Zamora Ribes, tots dos de Reus.
Impressor d'ofici, va interessar-se pel dibuix i la pintura de ben jove. El 1918 va publicar algunes il·lustracions al setmanari El Heraldo de Reus. Va col·laborar amb textos i poemes a diversos periòdics reusencs, com ara El Consecuente, ja que havia estat afiliat al Partit Radical, a Las Circunstancias i a Foment. Era membre d'un grup de joves intel·lectuals que formaven l'«Agrupació Horaci», fundada per Salvador Torrell i que buscava potenciar l'ensenyament de la llengua catalana. Va exercir de crític d'art a Las Circunstancias, però a partir de 1921 va deixar la ploma i va dedicar-se a pintar, tot seguint el seu ofici d'impressor. Va exposar al Centre de Lectura i el 1925 a la Llibreria Nacional i Estrangera de Salvador Torrell, que el va donar a conèixer a la ciutat. Fins al 1936 va realitzar diverses exposicions, a Reus i a Barcelona. Depurat en la postguerra, va exposar de nou el 1952 a Salou, i ja no va deixar de pintar i exposar fins a la seva mort. El Centre de Lectura de Reus li acollí més de 25 exposicions, i també Salou, Tarragona, Lleida, Valls, Barcelona i Madrid. Josep Olesti li critica la pobresa amb què exposava la seva obra, ja que la presentava «amb senzills llistons de fusta neta» i sense marcs de categoria, cosa que, diu, devaluava la seva firma.